# ام‌البلابیل
ام‌البلابیل، روستایی در دهستان ویس بخش ویس شهرستان باوی در استان خوزستان ایران است. این روستا، مرکز دهستان ویس است.

## جمعیت
بر پایه سرشماری عمومی نفوس و مسکن در سال ۱۳۹۵، جمعیت این روستا برابر با ۱۶۴ نفر (۲۰ خانوار) بوده است.